# Bundeswahlkreis Richmond
Koordinaten: 28° 31′ S, 153° 22′ O

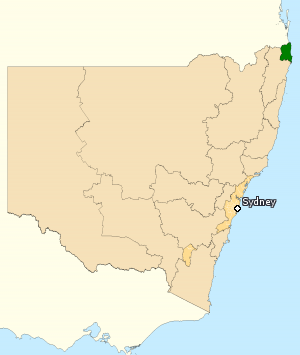
Lage des Wahlkreises in New South Wales.

Der Bundeswahlkreis Richmond ist ein Wahlkreis (englisch electoral division) für die Wahl eines Abgeordneten des australischen Repräsentantenhauses. Der Wahlkreis liegt im äußersten Nordosten des australischen Bundesstaates New South Wales an der Pazifikküste.
Er umfasst die Städte Tweed Heads, Murwillumbah und Byron Bay. Der Wahlkreis wurde 1901 gegründet und zählt somit zu den ersten 75 Wahlkreisen von Australien. Benannt wurde er nach dem Fluss Richmond River. 
Seit 2004 ist Justine Elliot von der Australian Labor Party die amtierende Abgeordnete des Wahlkreises.

## Bisherige Abgeordnete
| Name                | Partei                              | Amtszeiten     |
| ------------------- | ----------------------------------- | -------------- |
| Thomas Ewing        | Protectionist Party                 | 1901–1909      |
| Thomas Ewing        | Commonwealth Liberal Party          | 1909–1910      |
| Walter Massy-Greene | Commonwealth Liberal Party          | 1910–1916      |
| Walter Massy-Greene | Nationalist Party of Australia      | 1916–1922      |
| Roland Green        | Country Party of Australia          | 1922–1937      |
| Hubert Anthony      | Country Party of Australia          | 1937–1957      |
| Doug Anthony        | National Party of Australia         | 1957–1975      |
| Doug Anthony        | National Country Party of Australia | 1975–1982      |
| Doug Anthony        | National Party of Australia         | 1982–1984      |
| Charles Blunt       | National Party of Australia         | 1984–1990      |
| Neville Newell      | Australian Labor Party              | 1990–1996      |
| Larry Anthony       | National Party of Australia         | 1996–2004      |
| Justine Elliot      | Australian Labor Party              | 2004–amtierend |